# 印度尼西亞—巴拿馬關係
印度尼西亞－巴拿马關係是指印度尼西亞和巴拿马之間的雙邊關係。两国于1979年3月29日建立正式外交关系。印尼是世界主要煤炭出口国之一，也是世界上最大的群岛国家，而巴拿马型散货船则主要用于印尼－远东、印尼－印度航线等主要的国际煤炭运输航线，因此印尼也是巴拿马權宜船旗政策下巴拿马主要的客户国之一。印尼政府将巴拿马视为该国进入中美洲及加勒比海地区的门户国家，其位于巴拿马城的大使馆也是印尼在中美洲的首个大使馆，并兼辖哥斯达黎加、尼加拉瓜及洪都拉斯。而巴拿马亦视印尼为巴拿马在东盟主要的贸易伙伴，也在雅加达设有大使馆。 目前兩國均為不結盟運動及東亞－拉丁美洲合作論壇成員國。

## 经贸关系
2011年，印尼與巴拿馬雙邊貿易額達到2.187億美元，同比2010年的1.507億美元增長45.1%。 2007年至2011年，雙邊貿易呈現年均33.7%的增長趨勢。印尼主要向巴拿馬出口鞋類、電子零件、紡織品和汽車輪胎等。而印尼则主要從巴拿馬進口客貨船舶、油輪、黑色金屬廢料。

## 文化交流
2013年8月28日以来，印尼驻巴拿马大使館曾多次向巴拿馬民眾宣傳推广印尼文化，在当日的外交招待會上，印尼政府向巴拿马居民介绍了巴厘島新娘服飾、印尼繪畫和裝飾品、巴厘島傳統音樂、并且放映了印尼各省照片的幻燈片。此外，也介绍了一些印尼料理。10月10日至12日，巴拿馬時裝週期间，印度尼西亞傳統紡織品、蠟染布和印尼絣织佈在阿特拉帕會議中心首次亮相。本次活動还展示了巴拿馬時裝設計師伊莎貝爾·查辛的15件作品，伊莎贝尔表示自己的作品灵感来源于印度尼西亞蠟染和印尼絣织佈，並將其應用到了她的作品中。印尼驻巴拿马大使馆表示，這些文化交流活动有望加強印度尼西亞與巴拿馬的外交關係。